# Aktiesparekonto
En aktiesparekonto er et dansk type investeringskonto som kan oprettes i banke som særskilt aktiedepot med en lavere beskatning end normal aktiebeskatning, men også med et indskudsloft, der i 2025 var på 166.200 kr. Den blev introduceret i 2019 for at forbedre den danske aktiekultur og øge mængde af investorer i landet. Den blev indført efter svensk forbillede, hvor andelen af investorer er væsentligt højere end i Danmark.
Aktiesparekontoen er lagerbeskattet med 17%. Den svenske pendant, kaldet Investeringssparkonto, blev introduceret i 2012 og den har en beskatning på 0,375 % af hele indestående. Sammen med, hvilket har ført til kritik af mange forskellige finansielle
Aktiesparekontoen er begrænset til at investere i aktier og aktiebaserede investeringsselskaber.
Kontotypen blev annonceret af daværende erhvervsminister Brian Mikkelsen i august 2017, og i det oprindelige forslag var der lagt op til et indskudsloft på 500.000. Den blev introduceret ved årsskiftet til 2019 med et indskudsloft på 50.000 kr., hvilket blev fordoblet til 100.000 året efter, og er siden blevet øget. I 2025 har omkring 600.000 danskere en aktiesparekonto.

## Indskudsloft
| Tidspunkt                   | Indskudsloft |
| --------------------------- | ------------ |
| 2019                        | 50.000 kr    |
| 1. januar - 30. juni 2020   | 51.100 kr.   |
| 1. juli - 31. december 2020 | 100.000 kr.  |
| 2021                        | 102.300 kr.  |
| 2022                        | 103.500 kr.  |
| 2023                        | 106.600 kr.  |
| 2024                        | 135.900 kr.  |
| 2025                        | 166.200 kr.  |